# Congrès de la culture française en Floride
Le Congrès de la culture française en Floride (anglais : The Congress of French Culture in Florida), aussi CCFF ou simplement Le Congrès, est une institution scolaire qui organise des concours annuels à Orlando (Floride). Il vise à promouvoir des compétences en culture et langue françaises chez les étudiants de partout en Floride.

## Histoire
Le concours a été imaginé à l'automne 1952 par trois enseignants de français de Jacksonville : Lelia Alexander (Julia E. Landon High School – actuellement Julia Landon College Preparatory and Leadership Development School), Cornelia Burge (Duncan U. Fletcher High School) et Doris McCleary (Andrew Jackson High School). Le premier concours s'est tenu en avril 1953 dans la « Provençal House » du Rollins College.

### Suzanne Carrell
En 1962, sous l'impulsion de la professeure de français Suzanne Carrell, l'événement fut déménagé à l'université de Jacksonville, où il est resté plusieurs années. Suzanne Carrell, citoyenne française, fut louée pour sa contribution au renforcement des liens culturels entre les États-Unis et la France, et particulièrement de la relation entre les villes jumelées de Jacksonville et Nantes. Depuis sa création en 1980, la « bourse Suzanne Carrell » est toujours proposée aux étudiants qui assistent au Congrès,. Pour la récompenser de son travail, le président français Jacques Chirac lui décerna la Légion d'honneur lors du cinquantième anniversaire du Congrès en 2002. Pour son soixantième anniversaire (en 2012), Suzanne Carrell fut également décorée de l'ordre national du Mérite.
Bien qu'ayant pris sa retraite en 1989, Carrell a continué à présider l'association jusqu'à sa mort,.

### Après Jacksonville
À présent, le Congrès se réunit annuellement à Orlando (Floride).

## Objectif
Tous des collégiens et lycéens de Floride qui arrivent au Congrès rivalisent dans différents défis qui mesurent leur aisance en français ainsi que leurs compétences en culture française. Ces défis incluent la lecture (compréhension), le discours (oraison impromptue), la déclamation (récitation poétique), et le casse-tête (en anglais, quiz bowl). Généralement, les vainqueurs reçoivent des rubans ou des plaques. De plus, ceux qui démontrent par écrit leur intention de poursuivre des études supérieures concernant la France ou sa langue peuvent obtenir des bourses, dont la « bourse Suzanne Carrell ». 